# Dakota Południowa
Dakota Południowa (ang. South Dakota, wym. /ˌsaʊθ dəˈkoʊtə/ⓘ) – stan w środkowo-północnej części Stanów Zjednoczonych, na obszarze Wielkich Równin. Sąsiaduje od północy ze stanem Dakota Północna, od zachodu z Montaną i Wyoming, od południa z Nebraską, od wschodu z Minnesotą i Iowa.
Według spisu z 2020 roku liczy 886,7 tys. mieszkańców i jest jednym z najsłabiej zaludnionych stanów w USA. Stolicą jest Pierre, a największym miastem Sioux Falls. Stan ma najwyższy odsetek dzietności wyprzedzając takie stany jak Dakota Północna i Utah.
Nazwa stanu pochodzi od zamieszkujących tam Indian Dakota (Siuksów).  
Znajdują się tutaj najliczniejsze stada bizonów w USA (33 tys. osobników w 2020). 

## Symbole stanu
- Dewiza: Under God the People Rule (Z woli Bożej rządy ludu).
- Przydomek: The Mount Rushmore State  (Stan Góry Rushmore).
- Symbole: bażant, świerk z Czarnych Wzgórz, sasanka amerykańska, różowy kwarc, skrzypce.

## Historia
- 1743 – początek eksploracji obszarów przez Francuzów (Louis-Joseph Vérendrye i François Vérendrye)
- 1803 – obszar przeszedł na własność USA jako część Luizjany po jej zakupieniu od Francji
- 1804–1806 – Meriwether Lewis i William Clark penetrowali tereny
- 1817 – powstało Fort Pierre (pierwsze stałe osiedle białych)
- 1818 – zakupienie od Wielkiej Brytanii północno-wschodnich terenów obejmujących części dzisiejszych Dakoty Północnej i Dakoty Południowej
- 1831 – do Fort Pierre po raz pierwszy dopłynął parowiec
- 1861 – utworzenie Terytorium Dakoty
- 1868 – na Terytorium Dakoty utworzony został Wielki Rezerwat Siuksów
- 1873 – do Dakoty Południowej dotarła kolej, a wraz z nią fala osadników
- 1874 – odkrycie złota w górach Black Hills
- 25 czerwca 1876 – bitwa pomiędzy Indianami z plemienia Dakotów i kawalerią Stanów Zjednoczonych dowodzoną przez pułkownika George’a Armstronga Custera nad Little BigHorn
- 1877 – podzielenie Terytorium Dakoty na dwie części – południową i północną
- 2 listopada 1889 – przyjęcie Dakoty Południowej do Unii (tego samego dnia do Unii została przyjęta Dakota Północna)
- 29 grudnia 1890 – masakra Siuksów nad potokiem Wounded Knee.

## Geografia

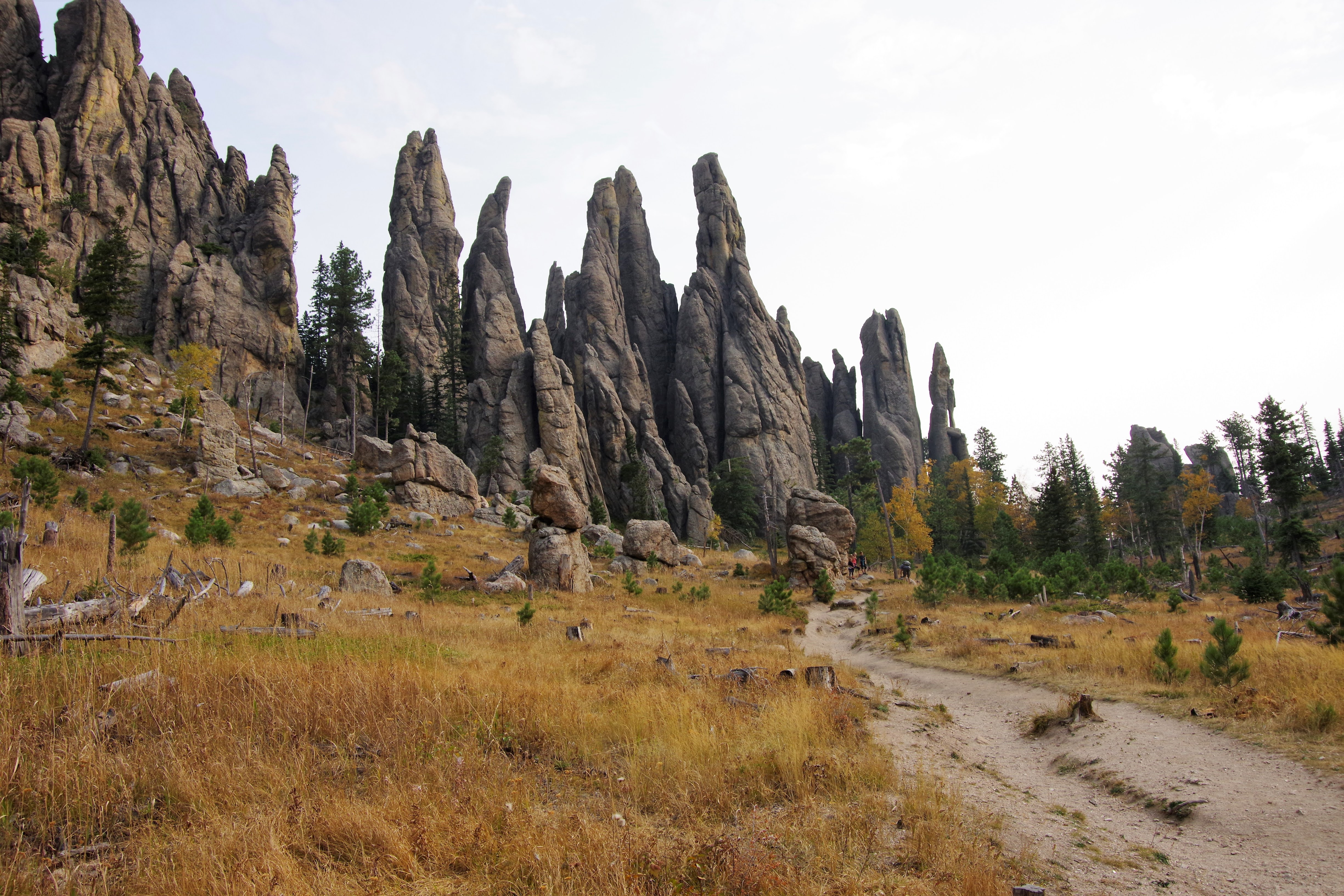
Black Hills

Rzeźba terenu na ogół wyżynna, z głęboko wciętymi dolinami rzeki Missouri i jej dopływów. Na zachodzie pasmo górskie Black Hills z najwyższym szczytem Harney Peak (2207 m n.p.m.). Znajduje się tam Kopalnia Homestake – największa niegdyś kopalnia złota w Ameryce Północnej, zamknięta w 2002 roku. 
- Główne rzeki: Missouri
- Roślinność: prerie
- Liczba hrabstw: 67 (lista)
- Największe hrabstwo: Minnehaha
- Liczba parków stanowych: 13

Stan znajduje się w dwóch strefach czasowych: UTC-06:00 i UTC-07:00.

### Klimat
Dakota Południowa leży w strefie klimatu umiarkowanego ciepłego o kontynentalnej i suchej odmianie. Zimy są zimne i często mroźne, gdzie w wielu miejscach średnia dobowa może spaść do -12 °C. Lata są dość gorące co wiąże się z napływem gorących mas powietrza znad Meksyku. Średnie wartości letnie dochodzą do 32 °C. Średnie opady roczne około 500 mm. Najsuchsze regiony, leżące w południowo-zachodniej części stanu cechują się opadami rzędu od 150 do 300 mm rocznie, południowo-wschodnia część stanu to opady około 635 mm rocznie. Do częstych letnich zjawisk należą gwałtowne burze z silnym wiatrem. Czasami występuje gradobicie. Zimą zaś występują zawieje i zamiecie śnieżne.

### Miejscowości
Na terenie stanu Dakota Południowa znajduje się 310 miast (city lub town) oraz 1 wieś (village). Jedno miasto zamieszkane jest przez ponad 100 000 osób, 13 ma liczbę ludności przekraczającą 10 000, a 63 powyżej 1000 (2021 r.).
Lista miast zamieszkanych przez 1000 lub więcej osób (2021 r.):

- Sioux Falls (196 528)
- Rapid City (76 184)
- Aberdeen (28 324)
- Brookings (23 577)
- Watertown (22 722)
- Mitchell (15 631)
- Yankton (15 453)
- Huron (14 231)
- Pierre (14 000)
- Spearfish (12 358)
- Box Elder (12 310)
- Vermillion (11 802)
- Brandon (10 950)
- Harrisburg (7638)
- Sturgis (7107)
- Tea (6256)
- Madison (6071)
- Belle Fourche (5699)
- Dell Rapids (3953)
- Hot Springs (3485)
- Milbank (3474)
- Hartford (3376)
- Mobridge (3179)
- Canton (3054)
- Summerset (3027)
- North Sioux City (3015)
- Lead (2971)
- Winner (2852)
- Chamberlain (2468)
- Sisseton (2428)
- Lennox (2405)
- Flandreau (2354)
- Redfield (2188)
- Fort Pierre (2162)
- Volga (2151)
- Beresford (2145)
- Elk Point (2124)
- Springfield (2053)
- Custer (1949)
- Webster (1707)
- Parkston (1544)
- Wagner (1467)
- Groton (1382)
- Crooks (1356)
- Salem (1328)
- Freeman (1322)
- Miller (1318)
- Platte (1279)
- Baltic (1265)
- Eagle Butte (1260)
- Britton (1213)
- Parker (1208)
- Garretson (1202)
- Deadwood (1201)
- Clear Lake (1192)
- Gregory (1189)
- Lemmon (1154)
- Mission (1146)
- Clark (1141)
- Gettysburg (1117)
- Aurora (1071)
- De Smet (1050)
- Tyndall (1040)

## Demografia

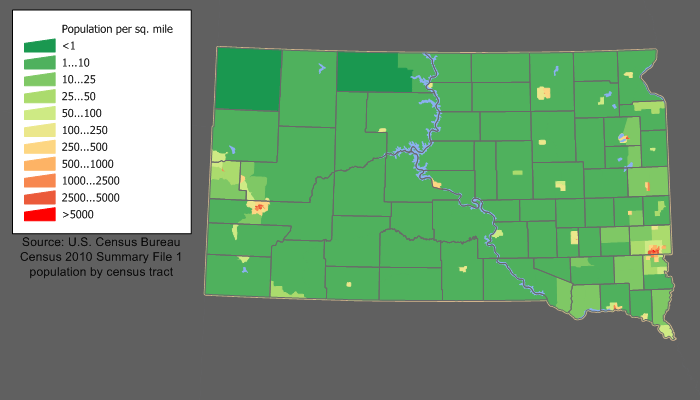
Gęstość zaludnienia w Dakocie Południowej (w milach kwadratowych).

Spis ludności z roku 2020 stwierdza, że stan Dakota Południowa liczy 886 667 mieszkańców, co oznacza wzrost o 72 487 (8,9%) w porównaniu z poprzednim spisem z roku 2010. Dzieci poniżej piątego roku życia stanowią 6,9% populacji, 24,5% mieszkańców nie ukończyło jeszcze osiemnastego roku życia, a 17,2% to osoby mające 65 i więcej lat. 49,5% ludności stanu stanowią kobiety.

### Rasy i pochodzenie
Według danych z 2019 roku, 84,1% mieszkańców stanowiła ludność biała (81,5% nie licząc Latynosów), 8,6% to rdzenna ludność Ameryki, 2,8% miało rasę mieszaną, 2,4% to czarnoskórzy Amerykanie lub Afroamerykanie, 1,3% to Azjaci, 0,23% to Hawajczycy i mieszkańcy innych wysp Pacyfiku. Latynosi stanowią 3,7% ludności stanu.
Największe grupy stanowią osoby pochodzenia niemieckiego (34,4%), norweskiego (12,8%), irlandzkiego (9,4%), Siuksowie (6,8%), angielskiego (5,9%), „amerykańskiego” (4,5%) i holenderskiego (4,3%).

### Język
W 2010 roku najpowszechniej używanymi językami były:

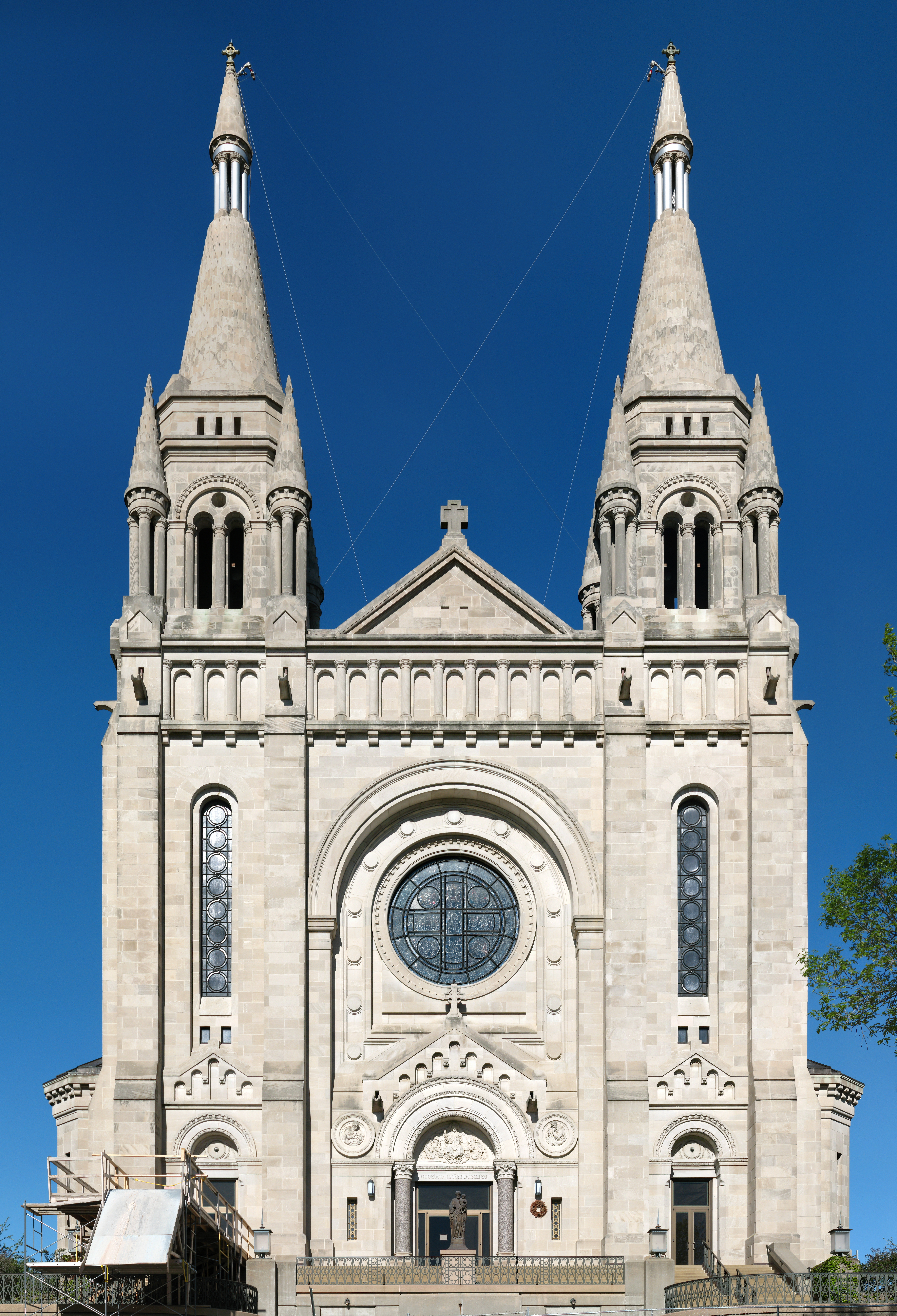
Katedra katolicka w Sioux Falls.

- język angielski – 93,46%,
- język hiszpański – 2,06%,
- język dakota – 1,39%,
- język niemiecki – 1,37%.

## Religia
W krajobrazie religijnym stanu dominują społeczności luterańskie (stworzone przez niemieckich i skandynawskich imigrantów), oraz katolicy. 
Dane z 2014 r.:
- protestanci – 57%:
  - głównego nurtu – 32% (gł. Kościół Ewangelicko-Luterański w Ameryce i Zjednoczony Kościół Metodystyczny),
  - ewangelikalni – 25% (gł. Kościół Luterański Synodu Missouri, bezdenominacyjni, baptyści, uświęceniowcy, zielonoświątkowcy i huteryci),
- katolicy – 22%,
- brak religii – 18% (w tym: 4% agnostycy i 3% ateiści),
- inne religie – 3% (w tym: mormoni, świadkowie Jehowy, muzułmanie, bahaiści, prawosławni, żydzi, buddyści, unitarianie uniwersaliści i scjentyści[12]).

## Gospodarka

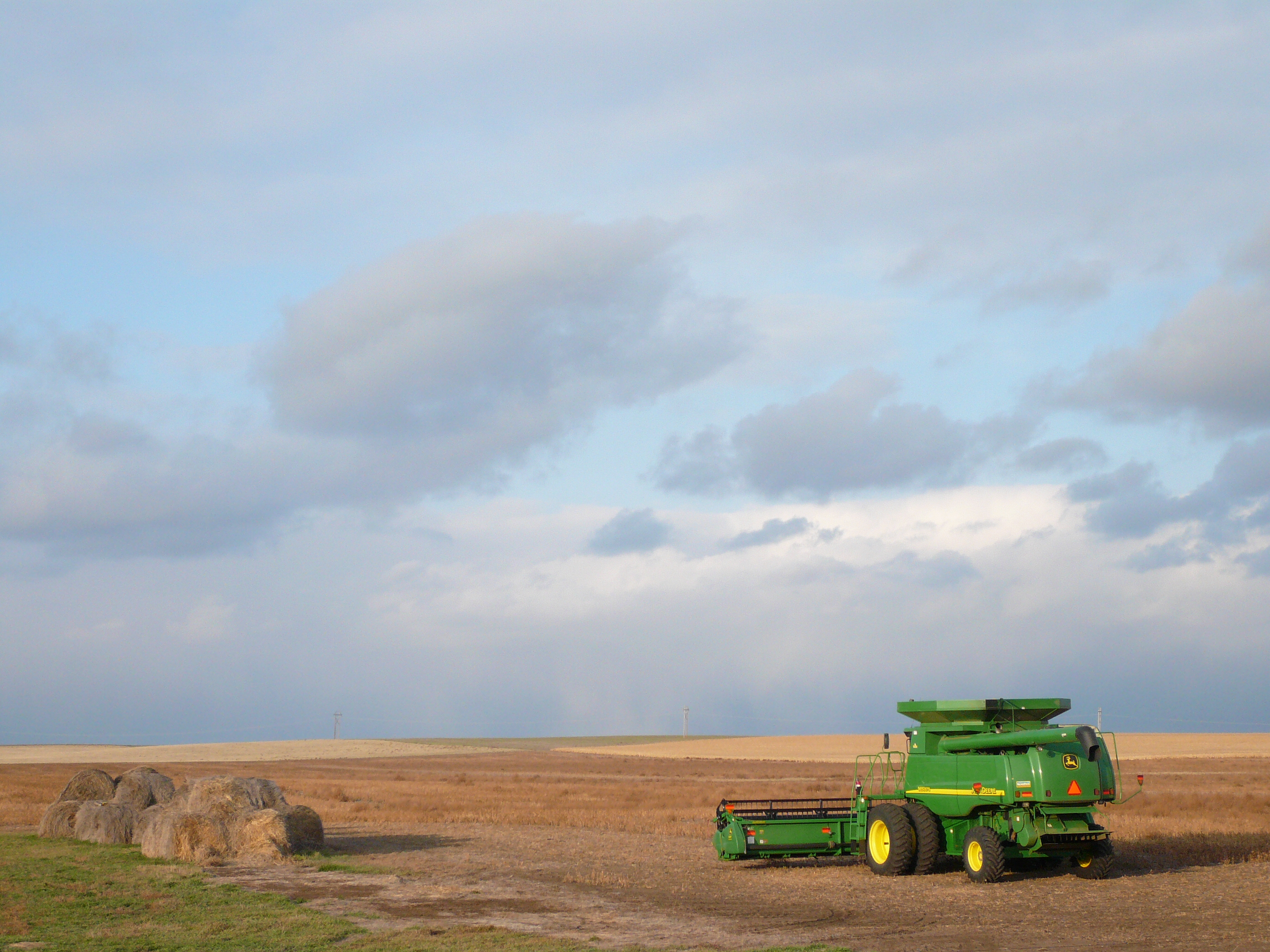
Żniwa w Dakocie Południowej

Rolnictwo jest kluczowym sektorem gospodarki Dakoty Południowej, podobnie jak biotechnologia, usługi biznesowe i profesjonalne, rekreacja na świeżym powietrzu, oraz przemysł naftowy i gazowy. Stan ma również rozwijający się przemysł turystyczny, a do ulubionych atrakcji należą góra Mount Rushmore i Park Narodowy Badlands. Produkcja obejmuje maszyny, chemikalia, wyroby metalowe i sprzęt transportowy. 

### Rolnictwo
Dziewięć dziesiątych powierzchni stanu pokrywają uprawy lub pastwiska. Prawie dwie piąte gospodarki rolnej stanu opiera się na hodowli bydła i świń. Dakota Południowa jest jednym z dziesięciu największych producentów kukurydzy w kraju, a obfite uprawy kukurydzy są częściowo wykorzystywane do tworzenia biopaliw. 

### Zasoby
Black Hills bogate są w minerały ze złożami złota, srebra, miedzi i ołowiu. W zachodniej części stanu znajdują się także skromne stanowe rezerwy ropy naftowej i gazu ziemnego. 

### Energia
Cztery z sześciu głównych zapór hydroelektrycznych na rzece Missouri znajdują się w Dakocie Południowej. Hydroelektrownie mają największy udział w produkcji energii elektrycznej w stanie (około połowy w 2020 roku). Pozostała produkcja pochodzi prawie w całości z wiatru, węgla i gazu ziemnego. Dakota Południowa nie posiada żadnych elektrowni jądrowych.

### Podatki
Dakota Południowa należy do stanów z najniższymi podatkami. Jest to jeden z zaledwie dziewięciu stanów, które nie pobierają szeroko zakrojonego podatku dochodowego od osób fizycznych. Jednak podatki od sprzedaży i akcyza, są znacznie wyższe od średniej krajowej.

## Uczelnie
- Black Hills State University
- Spearfish Dakota State University, Madison
- Dakota Wesleyan University, Mitchell
- Huron University, Huron
- Northern State University, Aberdeen
- South Dakota State University, Brookings
- University of Sioux Falls, Sioux Falls
- University of South Dakota, Vermillion.